# Jaume Garcias
Jaume Garcias i Obrador (Palma de Mallorca, 1894 - 4 de agosto de 1939) fue un político socialista español.
Miembro del Partido Socialista Obrero Español, Secretario general en Mallorca, fue concejal del Ayuntamiento de Palma y Presidente de la Diputación Provincial en el momento de producirse el golpe de Estado que dio lugar a la Guerra Civil, cargo para el que había sido elegido tras la victoria del Frente Popular en las elecciones de 1936. Procuro en los dos primeros días que los republicanos y socialistas no salieran a la calle para evitar provocaciones con el ejército.
Mientras trataba de reunirse con el gobernador civil, Antonio Espina, el 19 de julio, para evitar la declaración del estado de guerra, pudo escapar de los sublevados que ya habían detenido al Gobernador y tomado la sede del Gobierno Civil. En la Nochevieja de 1938 fue detenido en una vivienda del caserío de la Indiotería. Compareció en Consejo de Guerra el 10 de mayo de 1939 junto a Josep Torres, Sebastià Bennàsser, Gabriel Mas y Margalida Ripoll, todos acusados de auxilio a la rebelión. Condenado a muerte, fue ejecutado en el cementerio de Palma de Mallorca.